# Stadio Nino Ciccione
Lo stadio Nino Ciccione è l'impianto sportivo in erba di 3.300 posti a sedere della città di Imperia, intitolato a Giovanni "Nino" Ciccione, caporale imperiese caduto durante la prima guerra mondiale.
Sede delle partite ufficiali dell'Imperia Calcio, è omologato per tutte le categorie sino alla Lega Pro.

## Storia
L'Imperia ha giocato fino al 1988, anno del suo ritiro, sul terreno di gioco sito in piazza d'Armi, in origine "Campo di via Francesco Crispi".
Il vecchio impianto, di proprietà della Società Ilva, era dotato di due tribune, una di fronte all'altra, una coperta e l'altra scoperta.
Nel 1967 iniziano i lavori di ristrutturazione dell'impianto, ad opera dell'Impresa Pietro Grosso, con la demolizione della vecchia struttura.
Nell'estate del 1969 terminano i lavori.
Nel settembre del 1969 avviene l'inaugurazione dello stadio, in occasione della partita contro l'Albenga, 3ª giornata del campionato di Serie D, alla presenza di circa 4000 persone.
Nel 1985, dopo i tragici fatti dell'Heysel di Bruxelles, una commissione prefettizia dichiara l'impianto inagibile.
Lo stadio è parzialmente riaperto il 20 ottobre del 1985: è agibile solo la tribuna, mentre gli altri settori sono chiusi al pubblico.
Nel 1990 è riaperto il settore "distinti", mentre le due "curve" sono agibili nel 1993.
Nell'estate del 1999, dopo la promozione in Serie C2, sono effettuati nuovi lavori di ristrutturazione, per la messa a norma dell'impianto.
Nell'estate del 2005, causa la costruzione della nuova tratta ferroviaria, viene chiuso il settore "distinti".
Dal 1988 è stato il terreno di gioco delle società che negli anni hanno rimpiazzato l'Imperia Calcio.
Dal 2012 è il terreno di gioco dell'A.S.D. Imperia.

## Caratteristiche
Lo stadio attualmente ha una capienza totale di circa 3300 posti, divisi in quattro settori:
- la "tribuna" coperta, con una capienza di circa 1500 posti.
- la "gradinata nord", ritrovo della tifoseria ultras imperiese, con una capienza di circa 500 posti.
- la "gradinata sud", destinata ai tifosi ospiti, con una capienza di circa 500 posti.
- i "distinti" con una capienza di circa 800 posti.